# Konqueror
Konqueror is een opensource webbrowser en bestandsbeheerder. Konqueror is samen met Falkon, Angelfish en Aura Browser onderdeel van het KDE-project. Konqueror is tevens onderdeel van het TDE-project en volgt ook exact de versienummering van zowel KDE als TDE.
Van KDE2 (23 oktober 2000) tot KDE4 (11 januari 2008) was Konqueror de standaard bestandsbeheerder van KDE. Sindsdien is Konqueror in KDE vervangen door Dolphin.

## Etymologie
De naam Konqueror is een taalgrapje. Eerst kwam de Navigator, daarna de Explorer en vervolgens de Conqueror (echter met een K geschreven wegens de naamconventie van KDE).

## Webbrowser
Het deel van Konqueror dat zorgt voor het browsen (de layout-engine) was van oorsprong KHTML. Dit onderdeel werd vanaf KDE3 verder ontwikkeld in samenwerking met Apple, waaruit de macOS-browser Safari is voortgekomen, evenals layout-engine WebKit.
Sinds KDE5 maakt Konqueror standaard gebruik van QtWebEngine, wat een Qt-wrapper om Chromiums layout-engine Blink heen is. In het menu kan echter nog worden gekozen om met KHTML te surfen. De versie van Konqueror in TDE maakt wel alleen gebruik van KHTML. Met de overgang naar KDE 6 in 2023/2024 is de ontwikkeling van KHTML in KDE (niet in TDE) stopgezet.
Konqueror was de tweede webbrowser (na Safari) die slaagde voor de Acid2-test. Acid2 is een CSS-/HTML-test die gemaakt is door het Web Standards Project.

## Bestandsbeheerder
In versie 1.0 was kfm (KDE File Manager) de standaard bestandsbeheerder van KDE. In versie 2.0 werd kfm opgevolgd door Konqueror. Sinds KDE4 is Konqueror vervangen door Dolphin. Tot KDE5 werd Konqueror echter nog wel meegeleverd als alternatieve bestandsbeheerder.
Bestanden kunnen worden geopend, uitgevoerd, verplaatst, gekopieerd, verwijderd en bekeken. Door middel van KParts kunnen ook functies van andere programma's in Konqueror worden ingesloten, zoals archivering met het programma ArK of ondersteuning voor pdf-bestanden met het programma Okular.

## Functies
Andere mogelijkheden van Konqueror zijn onder andere:
- Tabbladen met de mogelijkheid ze los te maken en te verplaatsen;
- Een zijbalk met een mappenlijst, bladergeschiedenis, bladwijzers, Amarok-integratie en de mogelijkheid daar webpagina's in te laden;
- Wijzigen van de browseridentificatie;
- Een filter om advertenties mee te blokkeren, vergelijkbaar met Adblock Plus;
- MNG-ondersteuning;
- HTML-werkbalk met uitgebreide mogelijkheden;
- Java-ondersteuning;
- Optie om een niet-volgenverzoek aan een pagina te doen;
- De mogelijkheid om een proces vooraf in te laden bij het opstarten van de computer voor een snellere opstart.

## Integratie
Konqueror is sterk geïntegreerd in KDE en TDE. Met behulp van KParts kunnen andere KDE- en TDE-programma's eenvoudig geïntegreerd worden in Konqueror, zowel in het webbrowser- als bestandsbeheergedeelte. Dat verschil in functie kan ingesteld worden door middel van weergaveprofielen. Standaard wordt Konqueror geleverd met zes profielen, waarvan twee voor bestandsbeheer.

## Konqueror Embedded

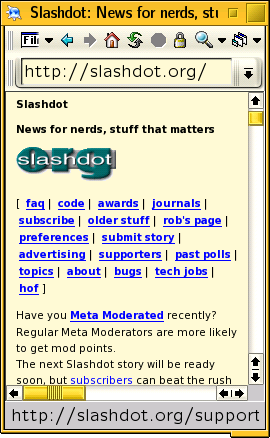
Konqueror Embedded op een PDA met Linux (2007)

In het verleden was er ook een versie voor geïntegreerde systemen beschikbaar onder de naam Konqueror Embedded. Deze versie was puur beschikbaar als webbrowser en vereiste geen KDE of X11. Het was een losse, statische bibliotheek die ontworpen was om zo klein mogelijk te zijn, maar mét behoud van alle belangrijke browserfuncties, zoals ondersteuning voor HTML 4, CSS, JavaScript, cookies en SSL.